# Mark A. Lewis
Mark Alun Lewis (* 1962) ist ein kanadischer Mathematiker, der sich mit mathematischer Biologie und Populationsbiologie befasst.
Lewis erwarb 1987 seinen Bachelor-Abschluss an der University of Victoria in Biologie, Mathematik und Informatik. Er wurde 1990 bei James D. Murray an der Universität Oxford in mathematischer Biologie promoviert (Analysis of Dynamic and Stationary Biological Pattern Formation). Als Post-Doktorand war er an der University of Washington bei James Murray (der dorthin von Oxford ging) und Peter Kareiva. Dort begann er sich mit mathematischer Populationsbiologie und Ökologie zu befassen. Danach wurde er Assistant Professor an der University of Utah und wurde später Professor an der University of Alberta.
Unter anderem modellierte er das Vordringen invasiver Arten und die räumliche Territorialbildung von Wolfsrudeln und befasste sich mit optimaler Kontrolle von Populationen und den Auswirkungen der Zersplitterung von Habitaten für die Populationen. Er arbeitet eng mit Biologen zusammen und benutzt analytische, störungstheoretische und numerische Methoden zur Lösung der anfallenden mathematischen Gleichungen (häufig nichtlineare partielle Differentialgleichungen, Integro-Differentialgleichungen und deren diskretisierte Gegenstücke und stochastische Gleichungen).
Er war Präsident der Society of Mathematical Biology und Mitherausgeber des Journal of Mathematical Biology.
2011 erhielt er den CRM-Fields-PIMS Prize. 2015 wurde er zum Mitglied der Royal Society of Canada gewählt, 2025 zum Mitglied der Royal Society. Von 1994 bis 1996 war er Sloan Research Fellow.

## Schriften
Bücher:
- mit P. K. Maini und S. Petrovskii: Dispersal, Individual Movement and Spatial Ecology: A Mathematical Perspective. Springer-Verlag, 2012.
- mit M. A. J. Chaplain, J. P. Keener und P. K. Maini (Hrsg.): Mathematical Biology. Institute for Advanced Study/Park City Mathematics Institute, Vol. 14, 2009.
- mit R. P. Keller, D. M. Lodge und J. F. Shogren (Hrsg.): Bioeconomics of Invasive Species: Integrating Ecology, Economics and Management. Oxford University Press 2009.
- mit P.  Moorcroft: Mechanistic Home Range Analysis. Princeton Monograph in Population Biology, 2006.
- mit G. de Vries, T. Hillen, J. Müller und B. Schonfisch: A Course in Mathematical Biology: Quantitative Modeling with Mathematical and Computational Methods. SIAM Press, 2006.
- mit H. G. Othmer, F. R. Adler und J. C. Dallon: Mathematical Modeling in Biology: Case Studies in Ecology, Physiology and Cell Biology. Prentice Hall, 1997.

Einige Aufsätze:
- P. K. Molnar, A. E. Derocher, M. A. Lewis, M. A. Taylor: Modeling the mating system of polar bears - a mechanistic approach to the Allee effect. In: Proceedings of the Royal Society of London B. Band 275, 2008, S. 217–226.
- R. Eftimie, G. de Vries, M. A. Lewis: Complex spatial group patterns result from different animal communication mechanisms. In: Proceedings of the National Academy of Sciences. Band 104, 2007, S. 6974–6979.
- M. A. Lewis, J. Renclawowicz, P. van den Driessche, M. Wonham: A comparison of continuous and discrete time West Nile virus models. In: Bulletin of Mathematical Biology. Band 68, 2006, S. 491–509.
- M. Krkošek, B. M. Connors, A. Morton, M. A. Lewis, L. M. Dill, R. Hilborn: Effects of parasites from salmon farms on productivity of wild salmon. In: Proceedings of the National Academy of Sciences. Band 108, 2011, S. 14700–14704.
- F. Lutscher, E. Pachepsky, M. A. Lewis: The effect of dispersal patterns on stream populations. In: SIAM Review. Band 47, 2005, S. 749–772.
- M. A. Lewis, B. Li, H. F. Weinberger: Spreading speed and the linear determinacy for two-species competition models. In: Journal of Mathematical Biology. Band 45, 2002, S. 219–233.
- M. A. Lewis, K. A. J. White, J. D. Murray: Analysis of a model for wolf territories. In: Journal of Mathematical Biology. Band 35, 1997, S. 749–774.